# Hypoleria
Genre
Le genre Hypoleria regroupe des insectes lépidoptères diurnes de la famille des Nymphalidae.

## Liste des espèces et sous-espèces
Selon NCBI (12 avr. 2011) :
- Hypoleria lavinia
  - sous-espèce Hypoleria lavinia cassotis
  - sous-espèce Hypoleria lavinia chrysodonia
- Hypoleria sarepta
  - sous-espèce Hypoleria sarepta famina
- Hypoleria sp. AB-2000
- Hypoleria sp. RB358